# Lalbenque
Lalbenque ist eine französische Gemeinde mit 1878 Einwohnern (Stand 1. Januar 2022) im Département Lot in der Region Okzitanien. Sie gehört zum Arrondissement Cahors und zum Kanton Marches du Sud-Quercy.

## Geographie
Die Gemeinde liegt rund 15 Kilometer südöstlich von Cahors, in der Südwestecke des Regionalen Naturparks Causses du Quercy. Nachbargemeinden von Lalbenque sind:
- Laburgade im Norden,
- Cremps und Escamps im Nordosten,
- Vaylats und Belmont-Sainte-Foi im Osten,
- Labastide-de-Penne im Südosten (bereits im Département Tarn-et-Garonne),
- Belfort-du-Quercy im Süden,
- Montdoumerc im Südwesten,
- Fontanes im Westen und
- Cieurac im Nordwesten.

Lalbenque liegt am Übergang von der Kalk-Hochebene Causse de Limogne, in die Landschaft Quercy blanc, die sich weiter südlich bis zum Garonne-Tal erstreckt. Während im nordwestlichen Gemeindegebiet noch Karstlandschaft und Trockenbäche vorherrschen, ist das südliche Gemeindegebiet bereits intensiv landwirtschaftlich genutzt. An der Südgrenze verläuft der Fluss Lemboulas.

### Verkehrsanbindung
Der Ort liegt abseits bedeutender Verkehrsverbindungen und wird von der Départementsstraße D19 erschlossen. Die Autobahn A20 verläuft knapp außerhalb der westlichen Gemeindegrenze, ebenso die Bahnlinie von Montauban nach Cahors, die beim Weiler Conquefaunes die Haltestelle Lalbenque-Fontanes betreibt.
Auch der Flughafen Aerodrome de Cahors-Lalbenque trägt den Namen der Gemeinde, obwohl er sich nicht auf dem Gemeindegebiet befindet.

## Bevölkerungsentwicklung
| Jahr      | 1968 | 1975 | 1982 | 1990 | 1999 | 2006 | 2087 |
| Einwohner | 861  | 854  | 787  | 878  | 1067 | 1331 | 1735 |

## Wirtschaft
Eine besondere Spezialität in der Gemeinde bildet die Trüffelzucht. Die Truffes noires de Lalbenque stellen eine registrierte Marke dar.

## Sehenswürdigkeiten
- Kirche Saint-Quirin aus dem 15. Jahrhundert, Monument historique[1]
- Ehemalige Phosphat-Mine Cloup d’Aural

## Persönlichkeiten
- Jules Cubaynes (1894–1975), römisch-katholischer Geistlicher, Schriftsteller und Übersetzer okzitanischer Sprache